# Rafael Morales

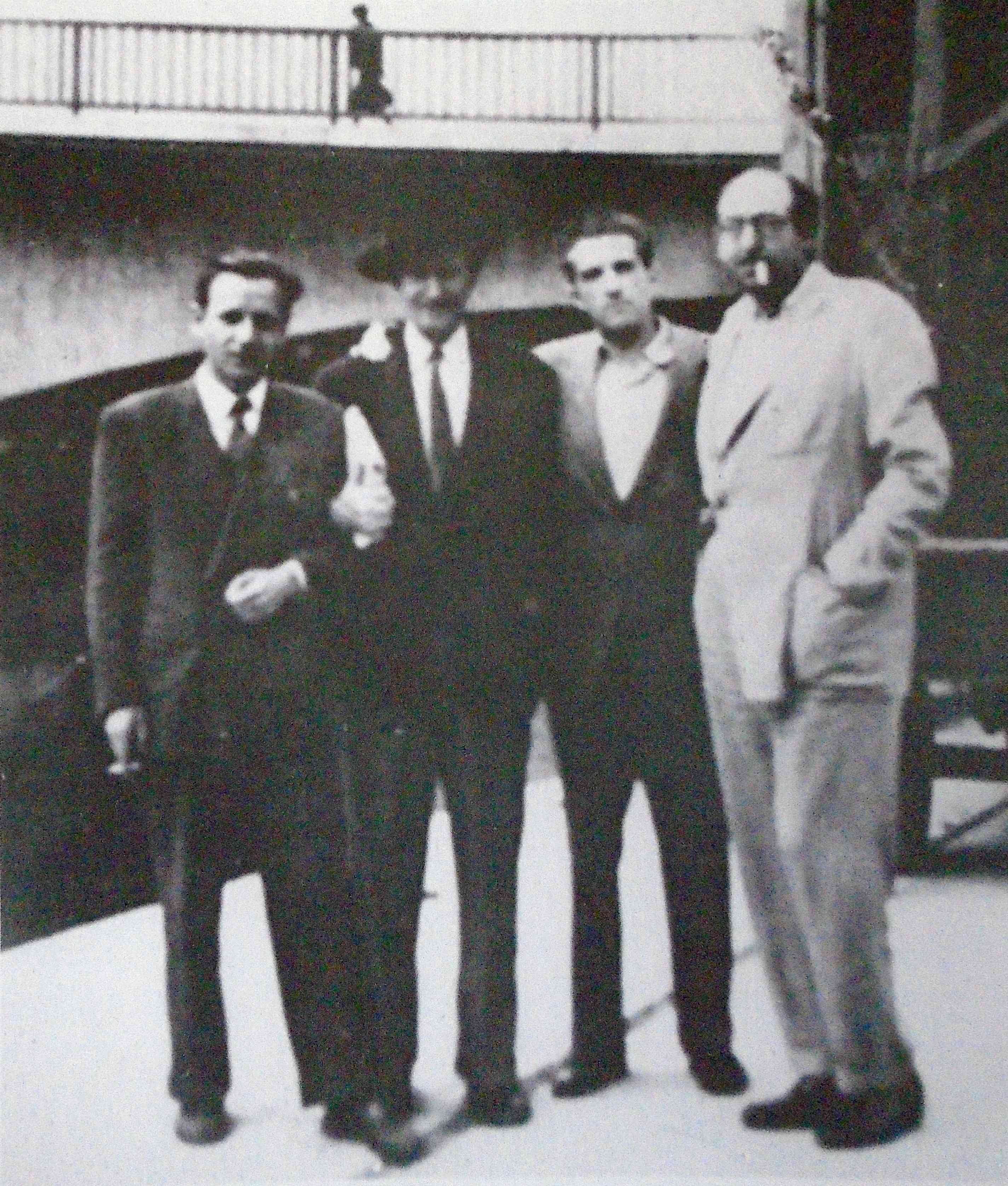
Luis de Castresana, Pío Fernández, Blas de Otero, Rafael Morales, 1951

Rafael Morales Casas (Talavera de la Reina, provincia de Toledo, 31 de julio de 1919-Madrid, 29 de junio de 2005) fue un poeta español.

## Biografía
Comenzó a escribir versos cuando apenas contaba siete años de edad. Publicó los primeros en la revista Rumbos que dirigía el escultor e imaginero Víctor González Gil. Se licenció en Filosofía y Letras por la Universidad de Madrid y obtuvo una beca para estudiar dos años en Portugal durante la Segunda Guerra Mundial; allí se licenció en Literatura Portuguesa por la Universidad de Coímbra.Durante la Guerra Civil escribió en la revista El mono azul y fue el miembro más joven de la Alianza de intelectuales antifascistas. Entregado a una intensa actividad cultural, dirigió además el Aula de Literatura del Ateneo de Madrid y la revista La Estafeta Literaria. En 1952 era asesor de la revista Poesía Española, editada por la Dirección General de Prensa. Fue además crítico literario en la revista Ateneo y en varios diarios españoles; en 1970 lo era del diario falangista Arriba. También colaboró en la sección de filología y literatura de la Enciclopedia de la Cultura Española. 
Morales obtuvo numerosos premios, entre ellos el Premio Nacional de Literatura de 1954, el Gibraltar que otorgaba el semanario madrileño Juventud y el internacional de poesía Ciudad de Melilla de 1993 por su libro Entre tantos adioses. Murió en Madrid el 29 de junio de 2005. Existe un premio de poesía que lleva su nombre, convocado por el ayuntamiento de Talavera de la Reina.

## Obra
Su poesía, divulgada en las páginas de la revista Escorial de Madrid cuando apenas contaba 22 años, empezó por cultivar la estrofa clásica y serenidad de concepto, dentro de lo que Dámaso Alonso llamó poesía arraigada de la primera generación poética de la posguerra; influida por la obra de Miguel Hernández (en especial, por sus sonetos) destaca su primer libro Poemas del toro (1943), obra de tema táurico (que no taurino) que inauguró la colección de poesía Adonáis; el segundo es El corazón y la tierra (1946), que toma por temas principales el amor, el paisaje y el tiempo; pero con su libro Los desterrados de 1947 escribió el primer libro de poesía social y existencial de su época y entre de lleno en la poesía desarraigada; con esta obra pasa revista a todo tipo de marginados y desheredados por la sociedad y la desgracia. Siguieron Poesías completas (1949), Canción sobre el asfalto (1954), tal vez su obra más madura, donde aborda el tema de la ciudad y sus miserias y canta con delicada sensibilidad a las pequeñas cosas, a lo humilde y olvidado (una temática similar, coincidente en el tiempo, a la de las "Odas elementales" del chileno Pablo Neruda); La rueda y el viento (1971), Prado de serpientes (1982), cuyo título se inspira en una expresión al final de La Celestina (en el "planto" de Pleberio, padre de Melibea) en que se califica así al mundo, y Obra poética completa (1999). En alguna ocasión, Morales definió su ideal poético como una aspiración a cumplir lo que llamaba la "tríada divina" de la poesía del Siglo de Oro español: «Decir con la belleza de Góngora, pensar con la hondura de Quevedo, sentir con la sensibilidad de Lope». 
Con el poeta inglés Charles David Ley tradujo la obra del poeta portugués Alberto de Serpa en la colección Adonáis. Escribió además Antología y pequeña historia de mis libros (1958) y algunas narraciones de temática taurina. Entre sus libros en prosa destaca la atención que dedicó a la literatura infantil y juvenil con obras como Dardo, el caballo del bosque o Narraciones de la vieja India, Leyendas del Río de la Plata, Leyenda del Caribe, Leyenda de los Andes, Leyenda del Al-Andalus... En Granadeño, toro bravo intenta penetrar en el mundo psíquico del toro. En 1982 publicó Reflexiones sobre mi poesía. De sus trabajos finales sobresalen Entre tantos adioses (1993), por el que obtuvo el Premio Internacional de Poesía Ciudad de Melilla en 1992, y Poemas de la luz y la palabra (2003).

## Obras
1. Poemas del toro, M., Col. Adonais, 1943.
2. El corazón y la tierra, Valladolid, Halcón, 1946.
3. Los desterrados, M., Col. Adonais, 1947.
4. Poemas del toro y otros versos, M., Afrodisio Aguado, 1949 (Prólogo de José María de Cossío).
5. Canción sobre el asfalto, M., Los Poetas, 1954 (Premio Nacional de Literatura).
6. Antología y pequeña historia de mis versos, M., Escelicer, 1958.
7. La máscara y los dientes, M., Prensa Española, 1962.
8. Poesías completas, M., Giner, 1967.
9. La rueda y el viento, Salamanca, Álamo, 1971.
10. Obra poética (1943-1981), M., Espasa-Calpe, 1982 (Con el libro inédito Prado de Serpientes. Prólogo de Claudio Rodríguez).
11. Prado de serpientes,1982
12. Entre tantos adioses, Melilla, Rusadir, 1993.
13. Obra poética completa (1943-1999), M., Calambur, 1999.
14. Poemas de la luz y la palabra (2003).